# Godlinze
Godlinze (en groningois Glìns) est un village néerlandais de la commune de Delfzijl, en province de Groningue. Godlinze est situé au nord d'Appingedam.
Jusqu'à la fusion de communes de 1990, Godlinze appartenait à la commune de Bierum.

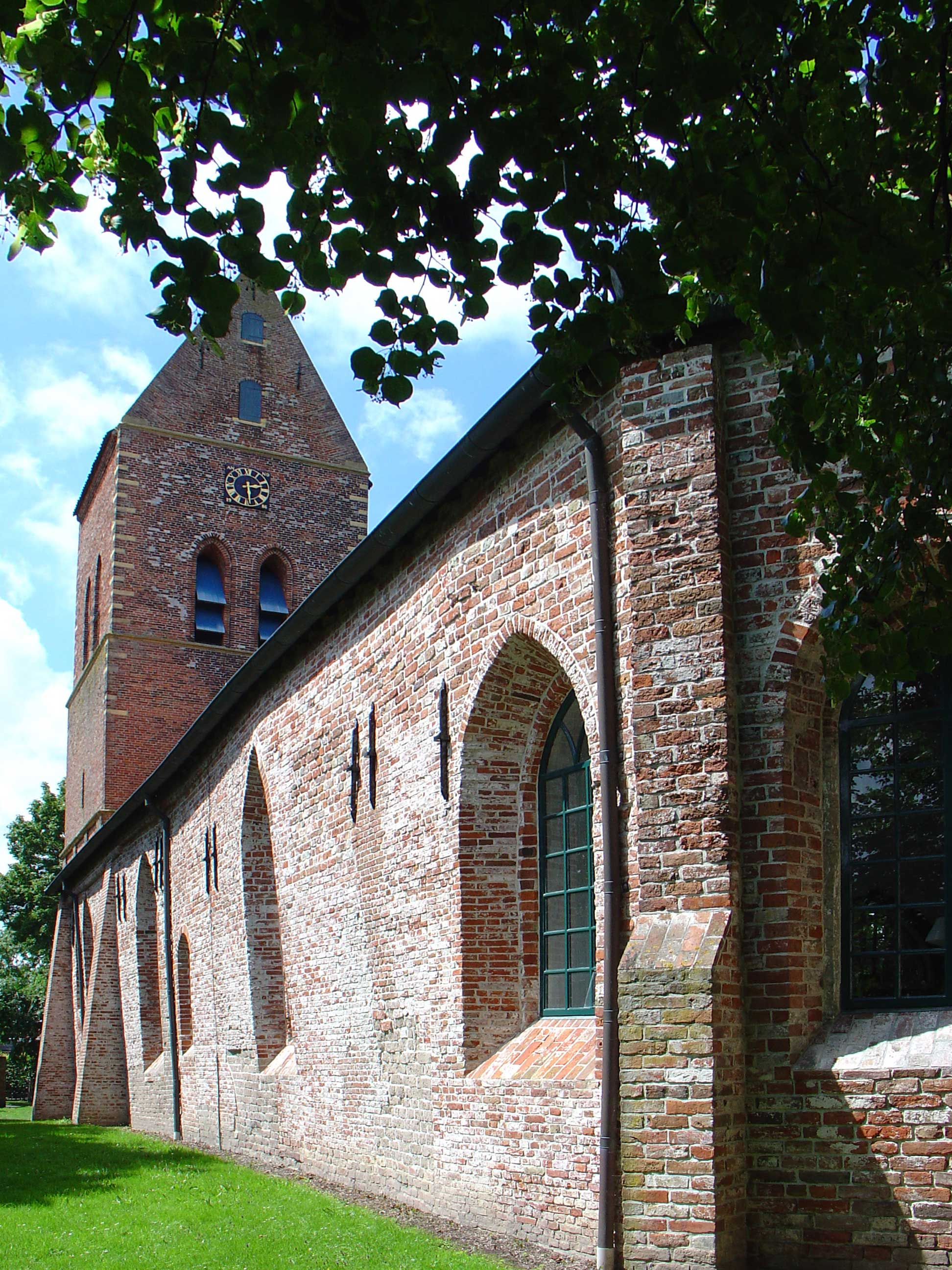
L'église romano-gothique de Godlinze

L'église romano-gothique de Godlinze date du XIIe siècle. 